# Imelda (Zamboanga Sibugay)
Imelda é um município de  quarta classe de renda municipal (d) na província Zamboanga Sibugay, nas Filipinas. De acordo com o censo de 1 de maio de 2020 possui uma população de 26 020 pessoas e 6 074 domicílios.